# Pandanus elostigma
Pandanus elostigma är en enhjärtbladig växtart som beskrevs av Ugolino Martelli. Pandanus elostigma ingår i släktet Pandanus och familjen Pandanaceae. Inga underarter finns listade.